# Rivière Jourdain
Rivière Jourdain är ett vattendrag i Kanada.   Det ligger i provinsen Québec, i den sydöstra delen av landet, 150 km öster om huvudstaden Ottawa.
Trakten runt Rivière Jourdain består till största delen av jordbruksmark. Runt Rivière Jourdain är det tätbefolkat, med 308 invånare per kvadratkilometer.